# Mehdi Saberi
Mehdi Saberi (persisch مهدی صابری; * 10. März 1991) ist ein iranischer Leichtathlet, der sich auf das Kugelstoßen spezialisiert hat.

## Sportliche Laufbahn
Erste internationale Erfahrungen sammelte Mehdi Saberi im Jahr 2022, als er bei den Islamic Solidarity Games in Konya mit einer Weite von 18,69 m den sechsten Platz im Kugelstoßen belegte. Im Jahr darauf gewann er bei den Asienmeisterschaften in Bangkok mit 19,98 m die Silbermedaille hinter dem Inder Tejinder Pal Singh. Ende September belegte sie bei den Asienspielen in Hangzhou mit 19,41 m den fünften Platz. 2024 gewann er bei den Hallenasienmeisterschaften in Teheran mit 18,74 m die Bronzemedaille hinter dem Inder Tejinder Pal Singh und Iwan Iwanow aus Kasachstan.
In den Jahren 2022 und 2023 wurde Saberi iranischer Meister im Kugelstoßen im Freien sowie 2024 in der Halle.